# Uturuncu
De Uturuncu is een stratovulkaan in het zuiden-westen van Bolivia. Deze stratovulkaan heeft twee toppen. De hoogste is 6.008 meter hoog en de andere meet 5.930 m. Door zijn vlakke helling vrij makkelijk te beklimmen.
De Uturuncu vertoont nog activiteit. Dit is te merken aan de fumaroles die in de omgeving te vinden zijn. Het land dat binnen een straal van 70 kilometer ligt stijgt elk jaar met minstens 1 centimeter.